# The Hunt for Red October (jeu vidéo, 1990, Images Software)
Pour les articles homonymes, voir The Hunt for Red October.
 (mars 2020).
Si vous disposez d'ouvrages ou d'articles de référence ou si vous connaissez des sites web de qualité traitant du thème abordé ici, merci de compléter l'article en donnant les références utiles à sa vérifiabilité et en les liant à la section « Notes et références ».
The Hunt for Red October est un jeu vidéo d'action sorti en 1990 sur Amiga, Amstrad CPC, Atari ST, Commodore 64, DOS et ZX Spectrum. Le jeu a été édité par Grandslam Entertainment sur micro-ordinateurs. Il est inspiré du film À la poursuite d'Octobre Rouge.

## Système de jeu
Le jeu met en scène une chasse sous-marine. Le joueur doit éviter les récifs et les mines ennemies afin de détruire le submersible de l'adversaire.